# Saurauia simplex
Saurauia simplex är en tvåhjärtbladig växtart som beskrevs av Elmer Drew Merrill. Saurauia simplex ingår i släktet Saurauia och familjen Actinidiaceae. Inga underarter finns listade i Catalogue of Life.